# Большая Якиманка
Больша́я Якима́нка (в 1956—1992 годах — у́лица Дими́трова) — радиальная улица в районе Якиманка Центрального административного округа города Москвы. Проходит от Якиманской набережной до Калужской площади, нумерация ведётся от Якиманской набережной. В 1970-е гг. соединена с улицей Большая Полянка широким Якиманским проездом, пробитым через сетку старых переулков, в результате северный отрезок Большой Якиманки превратился во второстепенный переулок.
На Большую Якиманку выходят: c западной (чётной) стороны Первый Голутвинский, Первый Бабьегородский, Якиманский переулки, с восточной (нечётной) стороны Полянский, Бродников, Второй Хвостов, Первый Хвостов, Первый Спасоналивковский переулки.

## Происхождение названия
Название таким стало в конце XVII века по имени придела Иоакима и Анны Благовещенской церкви, впервые упоминаемой в 1493 году и снесённой в 1969 году. Храм располагался на месте пересечения улицы Малая Якиманка и современного Якиманского проезда.

## История
В XIV—XV веках по нынешней Якиманке проходила большая дорога на Калугу. Улица начиналась от «озерца» (старицы реки Москвы) на месте нынешнего Водоотводного канала у Якиманской набережной. В начале улицы обосновалась слобода (подворье) коломенского Голутвинского монастыря, давшая своё имя Голутвинским переулкам. Восточнее, в Кадашёвской слободе, жили дворцовые бондари (кадаши, от кадь). Землю к югу от этих слобод — всполье — начали заселяться слободами стрельцов в XVI—XVII веках, а в современных Спасоналивковских переулках жили иностранные наёмники Ивана Грозного, участвовавшие в войнах. Поляки, осевшие в Москве после Смутного времени, жили в Панской слободе (Бабьегородские переулки).
Низменность к западу от Якиманки почти ежегодно затоплялась, поэтому строительство ограничивалось кварталами между Якиманкой и Мароновским переулком, а западнее Мароновского переулка были лишь огороды. По легенде, постройка нынешнего храма Ивана Воина была оплачена Петром I после очередного наводнения, разрушившего деревянный храм.
Редко застроенная Якиманка была практически не тронута пожаром 1812 года. Кроме церкви Иоанна Воина, на Якиманке по сей день сохранились храмы преподобного Марона и Николы в Голутвине. Сохранился дом Игумнова — уникальный памятник русского стиля 1890-х годов, и единственный деревянный дом старой Голутвинской слободы (№ 8). Однако практически вся западная сторона Якиманки снесена в 1970-е годы и застроена типичными зданиями тех лет; на восточной стороне уничтожен центральный участок в районе Якиманского проезда и застройка к югу от дома Игумнова. Разрушение и многоэтажное строительство продолжается в наши дни, но оно сместилось к реке, в Мароновский переулок.

## Примечательные здания
См. также категорию Здания и сооружения Большой Якиманки

### По нечётной стороне
- № 1 — Некоммерческое партнёрство «Российский совет по международным делам.
- № 5/6, стр. 1 — усадьба Мальцевых. Дом был построен до пожара 1812 года, в 1822 году надстроен третьим этажом, позднее, к 1875 году, с торцов здания были пристроены лестничные блоки, в центре дворового фасада выполнена пристройка. В здании сохранились исторические интерьеры, отделка потолков и печи.  памятник архитектуры (вновь выявленный объект)
- № 15/20 — до 2011 года на это месте стоял доходный дом, построенный в 1899—1901 годах по проекту архитектора Ф. Н. Кольбе, совместно с инженером В. А. Властовым. Здание являлось образцом городской средовой застройки, выразительность фасаду придавали готические окна. Одним из жильцов дома был физико-географ А. А. Борзов[2]. В 2005 году правительственная Комиссия по вопросам сохранения зданий в исторически сложившихся районах Москвы заключила, что здание не подлежит сносу[3]. Несмотря на запрет прокуратуры, 3 мая 2011 года компания «Капитал Груп» снесла дом, воспользовавшись ордером на частичную разборку стен от уже бывшего главы Департамента культурного наследия[4][5]. Мэр Москвы Сергей Собянин назвал ситуацию «безобразным случаем» и пообещал возбудить уголовное дело в отношении выдавших разрешение на снос чиновников, а также обязать застройщика восстановить фасады здания в оригинальном виде[6]. В 2016 году на месте дома Кольбе был построен элитный жилой комплекс[7].
- № 21 — в конце XIX — начале XX веков дом принадлежал потомственному гражданину Москвы Николаю Осиповичу Сушкину.
- № 23/5 — флигель городской усадьбы XVIII—XIX веков, 1870—1880-е годы, архитектор М. И. Никифоров.
- № 25, 27 — жилой дом XIX — начала XX веков.
- № 29 — 2-е Городское училище, здание конца XIX века. В настоящее время — Детская музыкальная школа № 7 им. Р. М. Глиэра.
- № 31 — бывшая церковь Петра и Павла середины XVII века, включённая в объём современного здания. Трапезная и колокольня были построены по проекту архитектора П. П. Буренина в 1851—1852 годах.
- № 33 — Дом камергера Сергея Михайловича Сухотина (1830—1889); здесь размещалась 10-я московская мужская гимназия (1902—1910).  памятник архитектуры (вновь выявленный объект)
- № 43 — Дом Игумнова, построен в 1889—1893 годах по проекту архитектора Н. И. Поздеева, после его смерти достраивался братом — архитектором И. И. Поздеевым; интерьеры отделаны архитектором П. С. Бойцовым. Ныне — Посольство Франции в России и резиденция посла.  памятник архитектуры (федеральный)
- № 45 — Посольство Франции в России (1980-е, архитекторы П. Б. Ивацевич и др.).

### По чётной стороне
- № 6 — двухэтажный дом XIX века.
- № 8 — одноэтажный деревянный дом XIX века. В доме жил архитектор З. И. Иванов[8]
- № 10/2, стр. 2 — административное здание МТС (2004, архитекторы А. Иванов, В. Балутин)[9]
- № 12-14 — современная копия утраченного памятника архитектуры — флигеля усадьбы XIX века. В доме № 12 располагалось посольство Брунея.  памятник архитектуры (вновь выявленный объект)
- № 18 — административное здание (1995—1996, Моспроект-2, архитекторы М. Леонов, Д. Бархин)[10].
- № 22, корп. 3 — жилой комплекс «Коперник» (1999—2006, архитекторы С. Ткаченко, М. Леонов, С. Фирсов и др.)[11].
- № 24 — Гостиница «Октябрьская» («Президент-Отель», 1984, архитекторы Д. И. Бурдин, В. Г. Тальковский, И. А. Дьяченко, М. Г. Леонов, Т. С. Иткина, А. В. Арапов, Л. Б. Корнышева).
- № 32 — 12-этажный жилой дом (1960-е, архитекторы А. Е. Аркин и Г. П. Павлов, проект отмечен дипломом Моссовета)[12]
- № 32, стр. 2 — Храм Марона Пустынника в Старых Панех.  памятник архитектуры (федеральный)
- № 38А — Центральный аппарат Российской экологической партии «Зелёные»
- № 40 — доходный дом Т. М. Зонова (1914, архитекторы С. Я. Яковлев, А. Н. Настович), в 1990-е годы был практически полностью перестроен. В доме жил патологоанатом И. В. Давыдовский[13].
- № 46 — Храм мученика Иоанна Воина (1709—1717, архитектор (вероятно) И. П. Зарудный), ограда — 1754.  памятник архитектуры (федеральный)

## Улица в произведениях литературы и искусства
- И. С. Шмелёв — «Лето Господне», глава «Яблочный Спас».

Едем по пустынной Якиманке, мимо розовой церкви Ивана Воина, мимо виднеющейся в переулке белой — Спаса в Наливках, мимо желтеющего в низочке Марона, мимо краснеющего далеко, за Полянским рынком, Григория Неокесарийского. И везде крестимся. Улица очень длинная, скучная, без лавок, жаркая. Дремлют дворники у ворот, раскинув ноги. И всё дремлет: белые дома на солнце, пыльно-зелёные деревья, за заборчиками с гвоздями, сизые ряды тумбочек, похожих на голубые гречневики, бурые фонари, плетущиеся извозчики.

## Транспорт
- Вблизи середины улицы в одном квартале от неё расположена станция метро  Полянка. В конце улицы расположены станции метро  Октябрьская и  Октябрьская. Ближе к началу улицы находится станция метро  Кропоткинская.
- Автобусы: м1, е10, 297; н11.